# Zagrade
Zagrade su razgodak koji jače odjeljuje jedan dio rečenice ili teksta od drugoga te se tim dijelom nešto objašnjava, tumači ili je manje važno od ostatka.
Vrste zagrada su:
- oble ( )
- uglate [ ]
- kose / /
- vitičaste { }
- šiljaste < >.[1]

Najčešće se, u književnoumjetničkom diskurzu, upotrebljavaju oble zagrade.

## Uporaba u jeziku
U zagradi se stavljaju dijelovi rečenice koji služe objašnjavanju ili su naknadno dodani te ne pripadaju tome tekstu:
- Sjedne Kosjenka Regoču do uha (a bijaše uho Regočevo veliko kao cijela Kosjenka) i povika mu u uho. (Ivana Brlić-Mažuranić)
- Sjedne Jaglenac upravo pod svetu brazdicu pred Bukača te zaviruje Bukaču pod vrat (jer bijaše mrak), da vidi bolje, kako mu se vrat napinje. (Ivana Brlić-Mažuranić)
- ne gleda ona (tač je ohola) / zlata, snage, vjere i časti. (Ivan Gundulić)
- Tibulo! (riječi daje ovdje uvredljiv smisao: pjesnik – lažljivac, mistifikator). (Ranko Marinković)

Zarez se stavlja samo nakon drugog dijela zagrade:
- Samo to je miraz njegove žene (i ovdje začuje Bela ponovo registre i kadence njezina glasa, tako da su i njegove misli podvostručile svoj intenzitet), dvorac je njezin, auto je njezin. (Milan Begović)

U zagradu se stavljaju i didaskalije koje se unutar zagrada obično navode kurzivom (za objašnjenje trotočja u zagradama pogledajte istoimeni članak):
Zagrade služe i skraćenom označavanju dvostrukosti ili skraćenom pisanju istih dijelova:
- dobrog(a)
- s(a)
- vidjev(ši)
- (ne)čovjek
- (po)gledati
- poveć(av)ati.

Desna se zagrada često koristi za odjeljivanje brojeva ili slova pri nabrajanju:
| 1) hrvatski 2) latinski 3) grčki | a) pravopis b) gramatika c) pravogovor |

ili da bi se označilo kako nešto vrijedi za sve pojmove:
| Mozart Beethoven Haydn | } | bečki klasičari |

Ako unutar zagrade dolazi nove zagrade, stavljaju se uglate zagrade. Rečenični znakovi koji pripadaju dijelu unutar zagrade dolaze unutar zagrade, a oni koji pripadaju ostatku teksta dolaze izvan zagrade.

## Uporaba izvan jezika

### Matematika
U matematici se koriste za označavanje reda računskih operacija pri čemu se grupiraju brojke i simboli:
- 2 + (4 · 32 – 13) – 17 : (2 + 1)

Također se unutar zagrada stavlja vrijednost funkcija:
- f(x) = 2x + 7

Koristi se i za označavanje koordinata točaka u Kartezijevomu koordinantnom sustavu:
- A (7, 2), B (–1, 3), C (4, 6)

U matematici se također koristi i za označavanje n-torke:
{\displaystyle \left\langle V(t)^{2}\right\rangle =\lim _{T\to \infty }{\frac {1}{T}}\int _{-T/2}^{T/2}V(t)^{2}{\rm {d}}t}

### Fonetika
Uglate i kose zagrade koriste se za označavanje izgovora u fonetici i fonologiji:
- britanski engleski: car [kɑ́ː], sport [spɔːʳt]
- fonemi /i/, /a/
- riječ /kæt/ piše se cat.

### Računarstvo
Zagrade su u programiranju važan dio sintakse programskih jezika.
```
#include <stdio.h>

int main (void)
{
        puts ("Ovo je primjer u programskome jeziku C");
        return 0;
}

```